# Ігнатьєв Павло Борисович
Павло Борисович Ігнатьєв (10 грудня 1973, Київ) — український піаніст, джазовий композитор, автор семи опублікованих альбомів.

## Біографія
Народився 10 грудня 1973 року. З раннього дитинства Павло Ігнатьєв проявляв великий інтерес до музики. Батьки помітили схильність дитини й доправили його вчитись до Київської музичної школи № 5. Деякий час Павло провів у Одесі, де продовжував займатися в Одеській музичній школі ім. Столярського, але більшу частину свого дитинства він провів у Києві, навчаючись у середній спеціальній школі ім. М. В. Лисенка. В цій школі, за словами самого композитора, були талановиті й турботливі вчителі, перші концерти й музичні досягнення.
Павло вступив до Київської державної консерваторії на факультет «спеціальне фортепіано», після двох років навчання в котрій за запрошенням Шандора Вега відбув до Кракова в «Моцартовську академію» камерної та оркестрової класичної музики. Пізніше Павло пройшов курс на джазовому факультеті в Ганноверській вищій школі, а також курси спеціального фортепіано професора Д. Башкірова «Моцартеум» і курси спеціального фортепіано професора Альфонса Контарського в Sommerakademie der Hochschule Mozarteum (Зальцбург).
1993 року брав участь у джазовому фестивалі у Вільнюсі (Литва) і у фестивалі сучасної класичної й камерної музики Гідона Кремера «Кремерата», м. Локенхауз, Австрія (1994 рік).
З 1994 року почав концертну й композиторську діяльність. Тепер пише музику та виступає з концертами як в Україні, так і за її межами. Всі альбоми композитора доступні для безкоштовного завантаження з його сайта . Музика Павла Ігнатьєва регулярно звучить в ефірі українських джазових радіостанцій Music Radio, Радіо «Континент» та ін.,а також користується широкою популярністю в соціальних мережах, які підтримують обмін музикальними файлами, таких як ex.ua ВКонтакті та RuTracker.org. Павло неодноразово виступав у ефірі українських загальнонаціональних телеканалі.

## Співробітництво з іншими музикантами
Павло Ігнатьєв записав декілька композицій з групою Бумбокс: пісні «Єва» (варіант з фортепіано, альбом III) и «Happy End» (альбом Family Бізнес), виконав фортепіанну партію для композиції «Руки к небесам» співака Alex Luna, на яку було знято кліп. Випустив музичний DVD разом з гітаристом Генадієм Бондарем [Архівовано 21 лютого 2014 у Wayback Machine.], а також виступає з ним на спільних концертах. Є у Павла і композиція с Сергієм Бабкіним http://www.youtube.com/watch?v=3AoT5DlF7Tk [Архівовано 16 вересня 2016 у Wayback Machine.] Після участі в вересні 2013 на фестивалі Джаз- Коктебель 2013 http://www.youtube.com/watch?v=xQzQaXP3Wxg [Архівовано 19 липня 2021 у Wayback Machine.] познайомився з ще одним соло-учасником джаз- Коктебель 2013 Shai Sebbag і провівши 1 годину разом на київській студії перед відльотом гітариста назад в Париж записали 2 пісні разом http://www.youtube.com/watch?v=QxFZofIGRUQ http://www.youtube.com/watch?v=KtyRYChZZAI [Архівовано 31 січня 2014 у Wayback Machine.]. В 2001 році познайомився із Етнівським Миколою Броніславовичем, разом із ним організували концерт до опери «Фабіантіна» в Київському оперному театрі, претендуючи на «Гран-прі» за оркестрове звучання.

## Відгуки критиків та сприйняття публіки
Відомий український музичний критик Олексій Коган неодноразово запрошував Павла Ігнатьєва на свої авторські концерти «На джазовій хвилі…», організовані продюсерським центром Jazz In Kiev, а також давав високу оцінку творчості Павла Ігнатьєва в авторських передачах «Субота з Коганом» на Music Radio .

## Альбоми
- 2005 — Old Improvisations
- 2006 — Харьковские листья
- 2007 — Спиноза
- 2007 — Моему другу
- 2008 — Рассказ-раздумье
- 2008 — Караван
- 2009 — Бессонница
- 2010 — Воспоминания. Кристина